# Cratere Khujirt
Khujirt è un cratere sulla superficie di Marte.